# METRORail
La METRORail (IPA: [ˈmɛˌtroʊreɪl]) è la rete tranviaria a servizio della città di Houston, nello Stato statunitense del Texas. È gestita dalla Metropolitan Transit Authority of Harris County. Venne aperta il 1º gennaio 2004, a distanza di 64 anni dalla chiusura della rete tranviaria storica attivata nel 1891 e dopo una battaglia per la sua realizzazione durata 20 anni.
La rete è lunga 38,3 km con 37 stazioni e si compone di tre linee: la linea rossa, aperta nel 2004, la linea viola e la linea verde, aperte entrambe il 23 maggio 2015. Nel 2015, con i suoi 16 500 400 passeggeri è la tredicesima rete tranviaria più trafficata degli Stati Uniti d'America e la seconda del Texas, dietro alla rete di Dallas. Il record di passeggeri giornalieri, pari a 109 500, è stato invece registrato il 4 febbraio 2017, in occasione del Super Bowl LI.

## La rete
La rete è attiva sette giorni su sette, con frequenze variabili tra i 6 e i 20 minuti.
| Linea       | Percorso                                        | Apertura | Ultima estensione | Lunghezza | Stazioni |
| ----------- | ----------------------------------------------- | -------- | ----------------- | --------- | -------- |
| Linea rossa | Northline Transit Center ↔ Fannin South         | 2004     | 2013              | 20,6 km   | 25       |
| Linea viola | Theater District ↔ Palm Center Transit Center   | 2015     | -                 | 10,6 km   | 11       |
| Linea verde | Theater District ↔ Magnolia Park Transit Center | 2015     | 2017              | 5,3 km    | 9        |